# Locomotiva DB V 65
La locomotiva V 65 della Deutsche Bundesbahn era una locomotiva diesel, progettata per la costruzione di treni leggeri. In seguito alla costruzione delle locomotive V 100, più potenti, le V 80 furono assegnate a compiti di manovra pesante nella stazione di Puttgarden.
Riclassificata nel 1968 nella serie 265, furono ritirate dal servizio nel 1980.